# Großer Befähigungsnachweis
Der Meisterbrief wird als Großer Befähigungsnachweis bezeichnet, wenn Regelungen bestehen, die den Meisterbrief zur Voraussetzung zum selbständigen Führen eines Handwerksbetriebs machen. Eine solche Regelung besteht in Deutschland und Luxemburg und wird häufig als Meisterzwang oder auch Meisterpflicht bezeichnet.
Vom Meisterbrief als Kleinem Befähigungsnachweis spricht man, wenn der Meisterbrief Voraussetzung zum Ausbilden ist. 

## Geschichte
Nachdem 1869 im norddeutschen Bund die in Preußen bereits 1810 eingeführte Gewerbefreiheit auf das Handwerk bezogen präzisiert worden war und auch ohne Befähigungsnachweise Lehrlinge ausgebildet werden durften, wurde 1908 der Kleine Befähigungsnachweis eingeführt.
Der Große Befähigungsnachweis wurde 1935 von den Nationalsozialisten eingeführt. Handwerker durften danach nur in dem Beruf ausbilden, in dem sie selbst einen Meisterbrief erworben hatten. Der Erwerb eines Meisterbriefs war den "Nichtjuden" vorbehalten. Nach der Kapitulation der Wehrmacht wurden die zugehörigen Gesetze von den Besatzungsmächten aufgehoben und die Handwerker genossen in den Besatzungszonen der westlichen Alliierten auch nach Gründung der BRD, bis zum Inkrafttreten der Handwerksordnung 1953 Gewerbefreiheit, ein Befähigungsnachweis war nicht erforderlich.
Der "Meisterzwang" ist seit Gründung der Bundesrepublik verfassungsrechtlich umstritten.
1999 trat die Ausbilder-Eignungsverordnung in Kraft.